# Camila Arteche
Camila Arteche Pazó (La Habana, 12 de abril de 1990) es una actriz y presentadora cubana titulada de la Escuela Nacional de Artes (ENA) con experiencia en cine, teatro, radio, televisión y cabaret.
Desde muy pequeña se interesó por la actuación y a los 17 años se enfrenta a su primer trabajo profesional en la telenovela cubana "Aquí Estamos". Ha incursionado en la radio, la televisión, el cine y el teatro con los grupos El Público de Carlos Díaz y Jazz Vila Projects de Jazz Vilá. Ha participado en largometrajes como “Sergio y Serguéi” y “El Acompañante”. Su personaje Lisandra en El acompañante mereció el premio de la Asociación de Cronistas del Espectáculo de Nueva York en la categoría de mejor actriz de reparto. Ha sido galardonada además en el Five Continent International Film Festival en Venezuela y en el Festival Internacional de Cortometrajes de Torrelavega otorgado por la Unión de Actores y Actrices (UA). 
Durante el 2017 y el 2018 fue presentadora del exitoso reality show cubano Bailando en Cuba de RTV Comercial. En el 2019 se involucra en la Campaña Cubana Evoluciona en contra de la violencia de género, el acoso callejero y en defensa de los Derechos de las mujeres. Figurando en ese propio año en el listado de las 10 artistas cubanas más influyentes difundidos por las Revistas Digitales Cibercuba y Cuballama.
Es miembro de la Sociedad de Gestión de Artistas e Intérpretes (AISGE) y de la Unión de Escritores y Artistas de Cuba (UNEAC).

## Biografía

### Primeros años
Sus padres son Emilia Pazó Jiménez fisioterapeuta de profesión y Otto Arteche Lage un ingeniero industrial. Tiene ascendencia vasca; Arteche es apellido vasco, propio de una familia numerosa cuya línea profesional se vincula a la ingeniería o al magisterio y no al arte. 

Desde los primeros años de su infancia visitó los teatros, el circo y acudió a numerosos conciertos. A la edad de ocho, en el Trianón, queda encandilada con la puesta de Las brujas de Salem de Teatro El Público,  lo que aviva su admiración por las tablas.
“Imposible olvidar la escena de Jacqueline Arenal en el borde del escenario, acostada, que cogía una gallina negra y le arrancaba la cabeza…Me impresionó”.
Participó en el programa Cuenta con nosotros de la emisora radial COCO y en Buenos Días personita, de Radio Ciudad de La Habana, que se grababa en vivo los domingos a las 8 de la mañana. Como le costaba mucho quedarse tranquila y agotar sus energías, la madre también la matriculó en cursos de danza. 
Para la televisión, fue parte del infantil Dando Vueltas, donde se probó actuando con títeres de guante que contaban la fábula del león y el ratón de Esopo, y en una adaptación de El flautista de Hamelín. Recitó poemas en Mediodía en TV e incursionó en el teatro con el grupo Berenjena Teatro.

Siempre soñó con actuar, al punto de decirle a su madre: 
“Si no me aprueban en la ENA [Escuela Nacional de Arte], espero un año en la calle hasta repetir los exámenes, porque no tengo la menor idea de qué más hacer en mi vida”.

## Trayectoria actoral
Siendo aún estudiante de la Escuela Nacional de Arte (ENA) interpreta un pequeño rol en un capítulo deTras la huella dirigido por Rolando Chiong , y en un teleplay con Marta Recio. 
Se gradúa trabajando con el grupo de teatro El Público de Carlos Díaz y la obra polaca El otro cuarto, interpretada junto a Yanier Castillo. 

Se presenta al casting de la telenovela Aquí estamos y es escogida para interpretar a Cecilia, la hija del personaje Mirta, encarnado por Alina Rodríguez, debido su semejanza física. Este trabajo marca el inicio de su carrera como profesional.
“El proceso de estudiar y trabajar al mismo tiempo me pareció muy agresivo, porque la escuela demanda un tiempo y esfuerzo tremendos. a veces nos acostábamos de madrugada ensayando, pero cuando uno disfruta lo que hace se siente menos el cansancio”.
Cecilia dejó una huella imborrable en su carrera pues por esta novela aún se le recuerda, con ella se ganó la simpatía del público debido a la realidad social que trasmitía el personaje. 
Entre 2010 y 2011 mantiene su presencia en la Televisión nacional encarnando personales en la serie policiaca Tras La Huella, episodios Tu precio (Dir. Loisy Inclan/2010) y Guardabosques (Dir. Willy Franco/2010). Fue parte del reparto de la telenovela Con palabras propias de Paco Anca y del telefilme Dos toques para Roberto de Magda González. Paralelamente estuvo en el teatro con el Grupo El Público, en el elenco de las obras Tango (2010), Sueño de una noche de Verano (2010) y Noche de Reyes (2011).
En 2012 estrena El Hombre que no estaba bajo la dirección de Anaysy Gregory, con quien repite un año más tarde en Kalhil Madoz.
En 2013 integró el reparto de la telenovela Playa Leonora de Armando Toledo y encarnó a la haitiana Madame Jeanne Bourvil en la película venezolana biográfica “Bolívar, el hombre de las dificultades”. Este largometraje constituye su primera experiencia en la gran pantalla.

Su trabajo en el cine comenzó a regularizarse pues ese año también fue escogida para la ópera prima del estadounidense Ben Chace, Sin alas , inspirada en la poesía de Lezama Lima y dos años más tarde tendría sus mejores oportunidades al encarnar Lisandra en El acompañante (2015) de Pavel Giroud. De este trabajo, la actriz guarda uno de los recuerdos más gratos de su carrera, a pesar de que el intercambio con pacientes de VIH le haya resultado una prueba de fortaleza espiritual. 
“El Acompañante resultó un filme que me marcó, justamente por la historia que narra y la preparación que debí asumir”.
Su hoja de servicios también incluye la participación en Bailando con Margot (Arturo Santana/2015) y el corto Sucedió en el Cielo ( Oldren Romero/2016), que le ha valido diversos reconocimientos internacionales. 
En Sucedió en el cielo, la actriz cubana da vida a una férrea madre embarazada que vive con su familia en una humilde cabaña en el campo, en un ambiente cargado de pasión, drama y dolor.
Este trabajo la llevó a ganar el premio Julio Núñez a las mejores interpretaciones del Festival Internacional de Cortometrajes de Torrelavega FICT 2018 que otorga un jurado formado por miembros de la Unión de Actores y Actrices (UA) y también le valió para hacerse con el Premio en el Festival de los Cinco continentes de Venezuela.

En 2017 da vida a Paula en la cinta “Sergio y Serguei” dirigida por el cubano Ernesto Daranas y coproducida por el grupo Mediapro. Para este papel tuvo que aprender a esculpir y a dibujar.  
“Soy una escultora, estudiante del Instituto Superior de Arte que vive en la década del 80. Es un personaje que muestra la rebeldía de esa época; una muchacha con ideas muy claras y no deja que nadie la saque de ahí. Una rebelde total”.
Ha compaginado sus incursiones en el cine y la televisión con una presencia constante en el Teatro, vinculada en los últimos tiempos a Jazz Vilá Project del reconocido director Jazz Vilá, quien, además, es su mánager y amigo.
“Jazz va a años luz de todo el mundo. Imagínate que le digo Yoda y él me dice Leia. Jazz es una máquina. Parece que siempre estuviese atormentado, porque hace muchas cosas al mismo tiempo, pero al final todo está muy bien organizado"
La televisión y el mundo de los espectáculos no le son ajenos. Tiene un recorrido amplio donde destaca la conducción de espectáculos en el Cabaret Macumba Habana (2010-2011). Entre 2012 y 2016 fue la presentadora del Cabaret Tropicana, el cabaret más famoso de Cuba y de mayor reconocimiento internacional.
“Es una escuela de la vida. Nadie imagina lo arduo que es el mundo del cabaret y cuánto se aprende”.
En 2018, además del reality Bailando en Cuba, terminó las producciones Latin love que es una coproducción con Holanda dirigida por Kohan Nijhenhuis y Boxeadora, del realizador de origen Cubano-estadounidense Oldren Romero. 
Actualmente se presenta en Farándula, una puesta en escena del grupo de teatro Jazz Vilá Project y se prepara para la próxima temporada de Bailando en Cuba. Participó en los Premios Platino (México) y presentó el Primer Festival de la Salsa Cuba-México.
Este 2019 ha sido anunciada su incorporación al programa Vivir del Cuento, reconocido como el homorístico más popular de la isla, cuyo elenco lidera el versátil Luis Silva que encara a Pánfilo Epifanio. Arteche encarna a Dulcita, la aeromoza.

### Formación
Sus inicios se remontan a los primeros años de su infancia, cuando matriculó en talleres de actuación y títeres con el profesor Leonilo Guerra. Es graduada de la Escuela Nacional de Arte (ENA).
Posee formación complementaria relacionada con la danza que incluye : Taller de Danza Contemporánea (Prof. Isabel Bustos/Grupo Danza-Teatro Retazos) y el Taller de Bailes Populares en el Ballet de la Televisión Cubana.
Retos
Camila entiende que no solo en Cuba sino internacionalmente, el cine demanda contar más historias femeninas. Cree que hay menos interés por mostrar mujeres interesantes como protagonistas que hombres. El cine sigue siendo un medio dominado por los hombres.
Imagen
Su imagen ha acompañado diversas campañas como la Colección ARTEHABANA y Lauros (2009) y Obra Plástica “Cecilia” de Gólgota (2010). Colabora con las campañas publicitarias del CENESEX.
Camila lidera con su imagen la campaña Evoluciona, por la no violencia de las mujeres y las niñas en Cuba. Desde 2018 ha estado acitva en favor de los derechos, la igualdad de género y el empoderamiento de la mujer.

## Filmografía[14]
| Año  | Película                      | Personaje             | Director/País                        | Notas             |
| 2018 | Latin love'                   | Selina                | Johan Nijhenhuis (Holanda-Cuba)      |                   |
| 2018 | Boxeadora                     |                       | Oldren Romero (EE. UU.-Cuba)         |                   |
| 2017 | La noche del monstruo'        | La madre              | Dir. Renan Braga( Brasil             |                   |
| 2017 | Sergio y Serguei'             | Paula                 | Ernesto Daranas (Cuba-España)        |                   |
| 2016 | Sucedió en el Cielo'          | La madre              | Oldren Romero (EE. UU.-Cuba)         |                   |
| 2015 | Bailando con Margot           | Celeste               | Arturo Santana (Venezuela-Cuba)      |                   |
| 2015 | El Acompañante                | Lisandra              | Pavel Giroud (Cuba-Francia)          |                   |
| 2012 | Sin Alas                      | Katrina               | Ben Chace (EE. UU.-Cuba)             |                   |
| 2012 | El hombre de las Dificultades | Madame Jeanne Bourvil | Luis Alberto Lamata (Venezuela-Cuba) | Debut en el cine. |

## Televisión[14]
| 'Año          | Trabajo                                                     | Notas                                                                     |
| 2019          | Vivir del Cuento (humorístico)                              | Dulcita, la aeromoza                                                      |
| 2017-presente | Bailando en Cuba (Reality show) Dir. Manuel Ortega          | Presentadora                                                              |
| 2016          | Piña Colada (Telefilme) Dir. Magda González                 |                                                                           |
| 2015          | U.N.O. (Serie policiaca) Dir. Alberto Luberta               | Episodio: Zapatillas                                                      |
| 2013          | Playa Leonora (Telenovela) Dir. Armando Toledo              | Nominada al premio Caricato. Categoría: Mejor Actriz                      |
| 2011          | Tras La Huella (Serie policiaca)                            | Episodio: Tu precio Dir. Loisy Inclan                                     |
| 2011          | Con Palabras Propias (Telenovela) Dir. Paco Anca            | Aprendió a bucear                                                         |
| 2010          | Tras la Huella (Serie policiaca)                            | Caso: Guardabosques Dir. Willy Franco                                     |
| 2010          | Dos toques para Roberto (Telefilme) Dir. Magda González     |                                                                           |
| 2009          | Aquí estamos (Telenovela) Dir. Rafael González y Hugo Reyes | Por su papel de Cecilia recibió el Premio “Adolfo LLauradó”/ Mejor actriz |
| 2008          | Tras la Huella (Serie policiaca)                            | Caso: Cabaret Dir. Rolando Chiong                                         |
| 2007          | Sobran los Motivos (Telefilme) Dir. Marta Recio             | Debut en un dramatizado para televisión                                   |
| 1998          | Dando Vueltas (Serie Infantil)                              |                                                                           |

## Teatro[14]
| Año       | Obra                                            | Personaje/ Notas                                                    |
| 2018-2019 | La Historia no Contada de Bailando en Cuba      |                                                                     |
| 2018      | Farándula / Dir. Jazz Vilá                      | Sarah la cubana.                                                    |
| 2015      | Eclipse / Dir. Jazz Vilá                        | Cristina Obra que versiona La Señorita Julia de August Strindberg . |
| 2015      | BRUK, el último Troll / Dir. Jazz Vilá          | El viento                                                           |
| 2015      | Las Cuñadas / Dir. Jennifer Capraru             | Rosa                                                                |
| 2014      | Rascacielos / Dir. Jazz Vilá                    | Mónica                                                              |
| 2013      | Kalhil Madoz / Dir. Anaysy Gregory              | Dana                                                                |
| 2012      | El hombre que no estaba / Dir. Anaysy Gregory   | Clara                                                               |
| 2011      | Noche de Reyes / Dir. Carlos Díaz               | Olivia                                                              |
| 2010      | Tango / Dir. Carlos Díaz                        | Ala                                                                 |
| 2010      | Sueño de una noche de Verano / Dir. Carlos Díaz | Hermia                                                              |
| 2009      | Cabaret Alemán / Dir. Carlos Díaz               |                                                                     |
| 2009      | El Otro Cuarto / Dir. Carlos Díaz               | Ella                                                                |

## Radio
| AÑO         | Programa              | Notas                                |
| 2002 -2004  | Buenos días personita | Infantil / Radio Ciudad de La Habana |
| 1999 - 2001 | Cuenta con nosotros   | Infantil / Radio C.O.C.O.            |

## Premios y nominaciones[14]
| AÑO  | Premio                                                                                  | Categoría                                                         | Resultado                        |
| 2020 | Bucarest ShortCut Cinefest / International Film Festival.                               | Categoría: Mejor Actriz de Cortometraje                           | NOMINADA por Sucedió en el Cielo |
| 2019 | Southern States Indie Fan Film Fest                                                     | Categoría: Mejor Actriz de Cortometraje                           | NOMINADA                         |
| 2018 | Premio 'Julio Núñez' del Festival Internacional de Cortometrajes de Torrelavega, España | Mejor actriz de cortometraje Sucedió en el cielo de Oldren Romero | GANADORA                         |
| 2018 | Premio en el Festival de los Cinco continentes de Venezuela                             | Mejor actriz de Cortometraje Sucedió en el cielo de Oldren Romero | GANADORA                         |
| 2017 | Premio Asociación de Cronistas de New York                                              | Mejor Actriz de Reparto El Acompañante de Pavel Giroud            | GANADORA                         |
| 2015 | Premios Caricato                                                                        | Mejor Actriz                                                      | Nominada por Playa Leonora       |
| 2015 | Premios Popularidad “Entre Tú y Yo”                                                     |                                                                   | Nominada por Playa Leonora       |
| 2011 | Agencia Cubana de Representación Artística ACTUAR                                       |                                                                   | Reconocimiento                   |
| 2010 | Premio “Adolfo Llauradó”                                                                | Mejor Actriz                                                      | GANADORA por Aquí Estamos        |
| 2010 | Premio de Popularidad “San Antonio de los Baños”                                        |                                                                   | GANADORA por Aquí Estamos        |

## Otros trabajos Artísticos y labor social
2019-  Activista de la Campaña Cubana Evoluciona por la No Violencia Hacia las Mujeres y las Niñas.
2019 - Presentadora en Primer Festival de la Salsa en México.
2018 – Presentadora del Primer Concierto de Gilberto Santa Rosa en La Habana, Cuba
2017- Presentadora del evento de celebración por el 200 aniversario del Floridita
2017- Presentadora de la Gala "Canto a la Vida", por el 1.º de diciembre en respuesta al VIH y por los Derechos Humanos.
2017- Presentadora de la Gala por el 55 aniversario del Instituto Cubano de Radio y Televisión
2015-2017- Presentadora del “Cabaret Habana Café” del Hotel Meliá Cohiba
2015, 2012, 2010: Presentadora de la Gala “ARTEHABANA”
2015-2016: Presentadora del proyecto audiovisual “PMM”
2012-2016: Presentadora del “Cabaret Tropicana”
2014: Presentadora gala “Hair Stage” de Davines
2013: Asistente de dirección obra “No te Muevas”
2012: Presentadora del Proyecto Audiovisual “Habaneando”
2011: Presentadora del Proyecto Audiovisual Sueco “Doc Manana”
2011: Imagen del Cabaret Macumba Habana / Feria de La Habana
2010-2011: Presentadora del Cabaret Macumba Habana
2010-2011: Presentadora Gala de los Premios Lucas
2010: Imagen de la Obra Plástica “Cecilia” de Gólgota
2009: Imagen de la Colección ARTEHABANA y Lauro

## Festivales y Galas
2019- Festival de Cine de Guadalajara (México)
2019 - Presentadora del Primer Festival de la Salsa en México
2018- Premios Platino (México)
2017- Festival Internacional de las Artes de la Ciudad Colonial de Santo Domingo. (República Dominicana)
2017- Festival de Cine Internacional de Bogotá (Colombia)
2017- Festival Itinerante de Cine Comunitario de Granma (Cuba)
2016- Premios Platino. (Uruguay)
2013, 2015 y 2017-Festival Internacional de Cine de La Habana. (Cuba)
2015- Festival Internacional de las Artes de la Ciudad Colonial de Santo Domingo (República Dominicana)
2014- Festival Nacional de Teatro de Cuba, Camagüey. (Cuba)
2012- Festival Mayo Teatral. (Cuba)
2011- Festival Internacional de Teatro de La Habana. (Cuba)
2008- Festival de Danza Callejera, Habana Ciudad en Movimiento (Cuba)